# Vredesduif

Vredesduif

De vredesduif is een internationaal symbool en de personificatie van vrede. Het is een duif met een olijftakje in zijn snavel. Bekend is de vredesduif van Picasso (la Paloma). Deze vredesduif was het alom zichtbare motief van de wereldvredesconferentie in Parijs in 1949.

## Herkomst
Het gebruik van de duif als symbool is geïnspireerd door het Bijbelverhaal over Noach (Genesis 8:8-12). Het verwijst naar de vogel die door Noach werd losgelaten nadat de ark was vastgelopen op de berg Ararat. De duif kwam na een zoektocht teruggevlogen met een olijftakje in de snavel. Dat betekende dat de aarde na de zondvloed weer was drooggevallen.

## In populaire cultuur
- In 1972 werd het hoorspel Een vredesduif braden (Jan Christiaens - Ab van Eyk) opgevoerd.
- De vogel speelt een belangrijke rol in het Suske en Wiskeverhaal De droevige duif.
- Marianne Weber heeft in 2001 de single Sneeuwwitte vredesduif uitgebracht